# The Hollies
The Hollies — британський поп-рок гурт, створений у 1962 році. Один з провідних британських гуртів 1960-х — середини 1970 років. The Hollies користувалися значною популярністю у Великій Британії та Європі, у тому числі й завдяки таким хітам як: «Just one look»  (1964), «Here I go again»  (1964), «I'm alive» (1965), «Look through any window» (1965), «I can't let go» (1966). Успіху у Сполучених Штатах досягла пісня «Bus stop» (1966).  В подальшому гурт мав періодичний успіх по обидва боки Атлантики з хітами «On a carousel» (1967), «Carrie Anne» (1967), «He ain't heavy, hes my brother» (1969), «Long cool woman in a black dress» (1972), «The air that I breathe» (1974).

## Історія

### Створення
The Hollies виникли як дует, сформований Алланом Кларком та Гремом Нешем, які були друзями з часу навчання у початковій школі. Спочатку дует називався Ricky and Dane Young. Під цією назвою вони об'єдналися з місцевим гуртом Fourtones, до складу якого входили Піт Бокінг (гітара), Джон «Бутч» Мефам (бас), Кіт Бейтс (ударні) та Дерек Квін (гітара).
У 1962 році Кларк і Неш приєднуються до іншого манчестерського гурту The Detals, до складу якого входили Вік Стіл (гітара), Ерік Хейдок (бас) та Дон Ретбоун (ударні).
The Detals вперше назвали себе The Hollies під час виступу у манчестерському клубі Oasis у грудні 1962 року. Назва гурту, за словами Грема Неша, була обрана через захоплення музикантів творчістю Бадді Холлі.

### 1963—1968 роки
У січні 1963 року The Hollies виступили у клубі Cavern у Ліверпулі, де їх побачив Рон Річардс, асистент продюсера Parlophone, який брав участь у продюсуванні The Beatles. Він запропонував музикантам прослуховування на Parlophone, але Вік Стіл покидає гурт через небажання бути «професійним» музикантом. До гурту був залучений Тоні Хікс, який раніше грав у Dolphins разом із Боббі Елліотом (ударні) та Берні Калвертом (бас).
За результатами прослуховування із The Hollies був підписаний контракт та у травні 1963 року випущений кавер на сінгл Coasters 1961 року «(Ain't that Just like Me)», який посів 25 місце в UK Singles Chart. Невдовзі Ретбоун покидає гурт та його замінює Боббі Елліот із Dolphins. В цей час The Hollies видають свій перший хіт у Топ-10 — кавер на пісню Maurice Williams and Zodiacs «Stay», який досяг 8 місця у Великий Британії.
Дебютний альбом гурту «Stay with The Hollies», випущений 01 січня 1964 року посів 2 місце у британському чарті. Згодом The Hollies починають записувати оригінальні пісні авторства Кларка, Неша та Хікса, і у вересні 1964 року виходить їх перший авторський хіт «We're through», який досяг 7-го місця у Британії.
У Північний Америці гурт досяг успіху з піснею  «Look through any window» (4-е місце у Британії, 32-ге у США та 3-е у Канаді).
Через суперечки із продюсером, з гурту йде Хейдок, якого на деякий час замінює Клаус Воорманн, з яким гурт записав два сінгли: «After the fox» та «Bus stop». У 1966 році Кларк, Неш і Хікс разом із сесійними музикантами Джиммі Пейджем (гітара), Джоном Полом Джонсом (бас) та Елтоном Джоном (піаніно), записують «Everly brothers two yanks in England».
П'ятий альбом гурту «For certain since», що вийшов у жовтні 1966 року, став першим альбомом, який повністю складався з оригінальних композицій.
У серпні 1968 року Неш залишає The Hollies. У січні 1969 року його замінив Террі Сільвестр.

### 1970-ті роки
У травні 1970 року виходить сінгл гурту «I can't tell the bottom from the top», де партію фортепіано зіграв Елтон Джон. Сінгл зайняв сьоме місце у Британії.
У 1971 році також через конфлікт із керівництвом, Кларк покидає гурт. На його місце був запрошений шведський співак Мікаель Рікфорс, з яким The Hollies записали декілька сінглів, серед яких «Long dark road» та «Magic woman touch».
Влітку 1973 року до гурту Кларк повертається та Рікфорс уходить.
Протягом 1977—1978 років The Hollies досягали успіхів у чартах альбомів, що підтримувало їх популярність.

### 1980-ті— 1990-ті роки
У 1980 році гурт випускає альбом із каверами пісень Бадді Холлі, який не мав успіху у Великій Британії та США, натомість потрапив у чарті Нідерландів.
Через суперечки із продюсером, у травні 1981 року Калверт та Сільвестр залишають гурт, а Алан Коутс (гітара, вокал) приєднується.
The Hollies продовжують гастролювати, досягнувши статусу команди класичного року.
У 1988 році їх пісня «He ain't heavy» була перевидана у Великобританії та посіла перше місце, встановивши новий рекорд за тривалістю часу між сінглами, що очолили чарти (попереднім таким сінглом The Hollies був «I'm alive» у 1965 році — 23 роки тому).

### 1990-ті— теперішній час
У 1993 році, на честь 30-ти річчя від заснування, The Hollies випустили альбом «The air that I breathe: The very best of The Hollies». Цей альбом досяг у чартах Британії 15 місця.
Також The Hollies разом із іншими виконавцями взяли участь у записі триб'ют-альбому  «Not Fade Away» присвячений Бадді Холлі.
Студією EMI були видані нові альбоми групи та декілька збірок.
У 2013 році, з нагоди 50-ти річчя гурту, відбувся всесвітній тур, в ході якого The Hollies виконали понад 60 концертів.

## Нагороди
У 1995 році гурт був нагороджений премією Ivor Novello Award за значний внесок у британську музику.
У 2006 році The Hollies були включені до Зали слави вокальної групи, а у 2010 році введені до Залу слави рок-н-ролу.

## Учасники гурту
- Тоні Хікс –  гітара, бек-вокал (1963 — т.ч.);
- Боббі Елліот –  ударні (1963 — т.ч.);
- Рей Стайлз –  бас (1986—1990, 1991-т.ч.);
- Йен Паркер — клавішні (1991-т.ч.);
- Пітер Ховарт — вокал, гітара (2004-т.ч.);
- Стів Лаурі — гітара, бек-вокал (2004-т.ч.).

## Дискографія
| №  | Назва альбому                        | Студія     | Рік  |
| 1  | Stay with The Hollies                | Parlophone | 1964 |
| 2  | In The Hollies Style                 | Parlophone | 1964 |
| 3  | Hollies                              | Parlophone | 1965 |
| 4  | Would You Believe?                   | Parlophone | 1966 |
| 5  | Bus Stop                             | Imperial   | 1966 |
| 6  | For Certain Because                  | Parlophone | 1966 |
| 7  | Evolution                            | Parlophone | 1967 |
| 8  | Butterfly                            | Parlophone | 1967 |
| 9  | Hollies Sing Dylan                   | Parlophone | 1969 |
| 10 | Hollies Sing Hollies                 | Parlophone | 1969 |
| 11 | Confessions of the Mind              | Parlophone | 1970 |
| 12 | Distant Light                        | Parlophone | 1971 |
| 13 | Romany                               | Polydor    | 1972 |
| 14 | Out on the Road                      | Hansa      | 1973 |
| 15 | Hollies                              | Polydor    | 1974 |
| 16 | Another Night                        | Polydor    | 1975 |
| 17 | Write On                             | Polydor    | 1976 |
| 18 | Russian Roulette                     | Polydor    | 1976 |
| 19 | Hollies Live Hits                    | Polydor    | 1977 |
| 20 | A Crazy Steal                        | Polydor    | 1978 |
| 21 | Five Three One — Double Seven O Four | Polydor    | 1979 |
| 22 | Buddy Holly                          | Polydor    | 1980 |
| 23 | What Goes Around…                    | WEA        | 1983 |
| 24 | Staying Power                        | EMI        | 2006 |
| 25 | Then, Now, Always                    | EMI        | 2009 |